# Svenska ungdomsmästerskapen i handboll
Svenska ungdomsmästerskapen i handboll är en ungdomsturnering i handboll och de officiella svenska mästerskapen för pojkar och flickor upp till 18 år, i åldersklasserna: Junior, A-ungdom och B-ungdom.
Turneringen spelas i fem olika steg för de lag som kvalificerar sig vidare. Vid finalsteget samlas de åtta bästa svenska lagen i samma stad, i varje åldersklass för att vinna titeln som Svenska Mästare.
Sedan 2012 har finalsteget spelats i Norrköping men 2014 tog Jönköping över. Finalerna avgjordes i Elmiahallen och i Jönköpings idrottshus sex arenor. Vid arrangemang i Jönköping var publiksiffrorna höga och dessutom iakttog 35 000-40 000 personer runtom i Sverige livesändningarna från USM.